# Left 4 Dead
Left 4 Dead — багатокористувацька відеогра в жанрах шутера від першої особи та survival horror, розроблена студією Turtle Rock, що належить Valve Corporation. Розробка гри завершилася 13 листопада 2008 року, реліз відбувся 18 листопада в США та 21 листопада в Європі.
Гра створена на рушієві Source версії 37 для платформ Windows NT та Xbox 360. На Xbox 360 гра портована студією Certain Affinity. Версія для Xbox 360 відрізняється іншою системою створення матчів.

## Ігровий процес

Луїс із товаришами бореться проти зомбі

### Основи
Гравець виступає в ролі одного з Уцілілих під час епідемії зомбі-вірусу. Йому належить вбивати зомбі різноманітною зброєю та турбуватись про власну безпеку і безпеку товаришів аби досягнути поставленої мети. Різні режими Left 4 Dead подані як епізоди фільму. Так, на екранах завантаження можна побачити плакати з написами на кшталт «[ім'я гравця] грає Білла».
В більшості режимів гравець випадково отримує одного з чотирьох Уцілілих. Сутички з зомбі відбуваються на місцевостях, де є сховок з припасами та навколишня територія із зараженими людьми. Персонажі можуть мати з собою два види вогнепальної зброї, вибухівку, аптечку і пігулки. Зброя включає пістолети, пістолети-кулемети, дробовики та рушниці. В ближньому бою можна бити зомбі прикладом. Місцями трапляються особливо потужні стаціонарні кулемети. Вибухівка представлена саморобними бомбами та коктейлями Молотова. Також пострілами можна підривати балони з газом і каністри з бензином.
Кожен персонаж володіє запасом здоров'я, коли він вичерпується, персонаж падає і не може рухатись, проте може вести неприцільний вогонь. В нього лишається запас витривалості, що не дає померти і інший персонаж здатний підняти пораненого аптечкою. Також аптечка може бути застосована на собі, щоб поповнити більшість здоров'я. Пігулки ж тимчасового збільшують здоров'я. Коли всі четверо персонажів поранені, або персонаж гравця загинув, Уцілілі програють.

### Уцілілі
- Білл — старий ветеран війни у В'єтнамі. Одягнений у військову форму, постійно тримає в роті цигарку. Він — лідер вцілілих.
- Френсіс  — байкер, покритий татуюваннями та одягнений у шкіряний одяг.
- Зої  — молода студентка, що захоплювалась фільмами жахів.
- Луїс  — системний аналітик, що не володіє особливим навичками бою, проте вирізняється оптимізмом.

### Заражені
- Звичайні — пересічні люди, котрих вірус зробив украй агресивними. Вони бездумно біжать на будь-яких незаражених чи голосні звуки та спалахи, намагаються покусати й розірвати вцілілих. Можуть лазити по трубах і драбинах, вибивати двері. Часом звичайні зомбі б'ються між собою.
- Мисливець — одягнений в костюм з капішоном, безшумно пересувається на чотирьох. При наближенні Уцілілих гарчить. Здатний лазити по стінах, атакує кігтями.
- Курець — огорнений хмарою зелених спор, має довгий язик, яким здатний хапати жертв і підтягувати до себе, після чого б'є кулаками. Якщо язик відстрелити, він згодом відростає. Видає свою присутність хриплим кашлем, а під час атаки видає вереск. Після смерті Курець випускає хмару спор, що дезорієнтує вцілілих.
- Товстун — великий товстий і повільний зомбі, покритий пухирями. Обливає жертв блювотою, що заважає бачити та приманює інших зомбі. Важко дихає, чим видає себе. Гинучи поблизу вцілілих, вибухає.
- Танк — великий кремезний зомбі з гіпертрофованими м'язами. При наближенні голосно реве. Може пробивати стіни та жбурляти камені чи автомобілі.
- Відьма — худа бліда жінка-зомбі. Зазвичай сидить в потаємних місцях, поки її не потривожити. Про її присутність свідчить голосний плач. Дуже швидко бігає і шматує жертв кігтями.

### Режими
- Кампанія — призначена як для самітного, так і кооперативного проходження. Пропонується кілька сценаріїв, кожен з яких складається з низки рівнів. При самітній грі один з Уцілілих керується гравцем, а інші штучним інтелектом. Саме гравцеві належить виконувати ключові дії, такі як відкриття дверей чи виклик порятунку. Коли персонаж гравця гине, гра відновлюється в останньому сховку.
- Виживання — багатокористувацький режим, де Уцілілі протистоять нескінченній навалі зомбі, що відбувається дедалі більшими хвилями. Мета полягає в тому, щоб протриматись якомога довше. На початку гравці можуть обрати зброю і спорядження. Навала не почнеться, поки хтось не спровокує зомбі. Протримавшись певний час, гравці винагороджуються медалями: бронзовими, срібними чи золотими.
- Винищення — четверо гравців беруть на себе роль Уцілілих, і ще четверо — Заражених. Метою Уцілілих є дійти до сховку, тоді як Заражені намагаються завадити цьому. Якщо гравців не вистачає, решта персонажів керується штучним інтелектом. Зараженим видається Мисливець, Курець або Товстун, при цьому Курець і Товстун як найнебезпечніший зомбі, може бути тільки один. Четвертим учасником є Відьма, що керується штучним інтелектом. Найуспішніший гравець за зомбі отримує в керування Танка. Поранені Уцілілі не відроджують до кінця раунду, а їхні успіхи виражаються в очках. На підсумковий рахунок впливає пройдена відстань, кількість учасників, що дійшли до сховку, та стан їхнього здоров'я. Використання аптечок і пігулок зменшує рахунок. Після завершення гри на поточній карті команди Уцілілих і Заражених міняються місцями[4].

## Сюжет

### Фабула
Населення США охопив зомбі-вірус, який викликає в заражених нестримне бажання скуштувати людського м'яса. Уряд США вирішив евакуювати вцілілих людей до безпечних зон. Але четверо героїв не встигли врятуватися, і тепер вони рятуються самостійно.

### Список кампаній
В грі є сім кампаній, пов'язаних між собою сюжетом. Кожна зображає один з епізодів порятунку вцілілих від зомбі. Втім, проходити їх можна в будь-якому порядку. Кожна кампанія ділиться на кілька карт, які з'єднані між собою укриттями, де герої відпочивають. Кожна частина кампанії починається у сховищі, де є запас зброї, ліків, патронів. Потім персонажі здійснюють вилазку або іншу дію, через яку до них прибуває навала і ті мусять кілька хвилин боротися, поки не досягнуть іншого сховища, або по них не прибуває транспорт.
- «Без пощади» — через два тижні з початку епідемії в місті Феафілд четверо імунних до вірусу переховуються на даху будинку. Але припасів бракує і вони спускаються на вулиці аби втекти. Над містом пролітає вертоліт, з якого оголошують про розташування зони евакуації. Уцілілі прямують туди через метро та каналізацію і дістаються до даху лікарні. Звідти їх забирає вертоліт.
- «Курс руйнування» — пілот вертольота виявляється зараженим і Зої застрелює його. Вертоліт падає в індустріальному передмісті, але уцілілі виживають та знаходять автобус, на якому їдуть з міста.
- «Похоронний дзвін» — подорож продовжується на поліцейському авто, але попереду виявляється зруйнований міст. Діставшись пішки до селища Ріверсайд, уцілілі перетинають дренаж, стикаються з божевільним у церкві та знаходять човняра, котрий везе їх далі.
- «Мертве повітря» — уцілілі прибувають в Нью-бург, де переховуються в теплиці. Вони вирушають в аеропорт, де здійснив аварійну посадку літак. Герої минають будівництво, проникають в термінал аеропорту і там заправляють літак, після чого відлітають з зараженої зони.
- «Криваві жнива» — згодом вони опиняються в лісі, за яким розташовані фабрика і ферма з покинутим аванпостом. Звідти уцілілі викликають допомогу і за ними приїжджає БМП військових.
- «Пожертва» — уцілілих доставляють на військову базу, де їм повідомляють, що хоча вони імунні до вірусу, але можуть нести вірус у собі. По базі поширюється інфекція, уцілілі сподіваються знайти прихисток у Флориді та тікають на потязі. Група дістається до порту, де мусить підняти міст, аби відплисти на кораблі. Білл жертвує собою (канонічна версія, гравці можуть обрати хто загине), щоб запустити генератори й підняти міст. Уцілілі зустрічають ще чотирьох імунних (персонажів Left 4 Dead 2), допомагають їм покинути порт, після чого відпливають на острови біля Флориди.
- «Останній рубіж» — додаткове, не пов'язане з рештою кампаній завдання, де слід якомога довше обороняти від зомбі маяк.

## Завантажуване доповнення
- Survival Pack — доповнення, видане 28 квітня 2009 року. Додавало завдання «Останній рубіж», карти з «Курсу руйнування» і «Похоронного дзвону» для режиму «Сутичка», та режим «Виживання». Карти з колишніх кампаній були дещо змінені з міркувань балансу. Доповнення впровадило таблицю рекордів[5]. Увійшло до складу видання Left 4 Dead — Game Of The Year Edition, виданого в травні 2009 року[6].
- Crash Course — видане 30 вересня 2009 року, було безкоштовним для Windows і платним для Xbox 360. Додавало кампанію «Мертве повітря» і можливість бачити статуси товаришів[7].
- The Sacrifice — видане 5 жовтня 2010 року, було безкоштовним для Windows і Mac та платним для Xbox 360. З нагоди виходу доповнення було видано 190-сторінковий електронний комікс, що розповідав передісторії персонажів[8].

Доповнення входять до складу стандартного електронного видання Left 4 Dead.

## Відгуки
| Агрегатор    | Оцінка               |
| ------------ | -------------------- |
| GameRankings | 89 (Xbox 360 and PC) |
| Metacritic   | 89 (PC and Xbox 360) |

| Видання                      | Оцінка  |
| ---------------------------- | ------- |
| Edge                         | 9/10    |
| Electronic Gaming Monthly    | A- A A+ |
| Eurogamer                    | 9/10    |
| Famitsu                      | 35/40   |
| Game Informer                | 9.25/10 |
| GameSpot                     | 8.5/10  |
| GameSpy                      | 4.5/5   |
| IGN                          | 9.0/10  |
| Official Xbox Magazine (США) | 9.5/10  |
| PC Gamer (Велика Британія)   | 93 %    |
| TeamXbox                     | 9.1/10  |
| X-Play                       | 5/5     |